# Charles Toutain (poète)
Charles Toutain, sieur de La Mazurie (ou de La Mazière) ou Charles Toustain, est un poète français de la Renaissance.

## Biographie
Les dates de naissance et de mort de Charles Toutain ne sont pas connues avec précision. Les dates proposées sont 1536 et 1590. Il est né à Falaise. Il a étudié le droit à Poitiers. Il devient lieutenant général de la vicomté de Falaise.
Poète normand, Charles Toutain est l'élève de Marc-Antoine Muret. Il était lié au groupe de Poitiers (Jean Vauquelin de La Fresnaye et Jean-Antoine de Baïf).
En 1562, lors du sac de l'église Saint-Étienne de Caen et du tombeau de Guillaume le Conquérant par les protestants, Charles Toutain aurait sauvé de la destruction un fémur de Guillaume,,.

## Œuvres
- La Tragédie d'Agamemnon, avec deux livres de chants de philosophie et d'amour, Paris, Martin le Jeune, 1557 (adaptation en cinq actes et en vers de l'Agamemnon de Sénèque) [lire en ligne]
- Le Mortgage de Normandie soubs le déguisement des ventes, 1577 lire en ligne sur Gallica
- Les Martiales du Roy au chasteau d'Alaiz, Martin le Jeune, 1581 lire en ligne sur Gallica
- Lunae luces et labores a Sapientia Deo coevacoeva antequam mundus crearetur, 1584[note 3]

### Œuvre perdue
- Guillaume le Conquérant, 1556[11]

## Éditions modernes
- La Tragédie d'Agamemnon, éd. critique par Trevor Peach, Exeter, University of Exeter, coll. « Textes littéraires », 1988
- La tragédie à l'époque d'Henri II et de Charles IX, vol. I (1550-1561) : Charles Toutain, Agamennon, édité et présenté par Michel Dassonville, Casa Editrice Leo S. Olschki s.r.l., 1986, p. 175-236

## Citation
Tout à coup Phoebus fait silence.

Dessus sa face une pâleur,

Sur son corps une peur s’élance

Qui lui ternit toute couleur.

Son crin et molle chevelure

Horriblement se dresse en haut.

Son cœur d’un enfermé murmure

Tout battu de sanglots tressaut.

Or ses yeux inconstants tournoient,

Tantôt sont tournés à l’envers

Qui, cruels, derechef flamboient,

Tantôt aux cieux les tient ouverts,

Haussant sa tête outre-coutume

Démarche largement ses pas,

Tantôt son ire qui s’allume

Dedans ses flancs veut mettre bas,

Tantôt cette folle naïade

Veut ses paroles retenir,

Qu’elle, par sa fureur malade,

Ne peut malgré soi contenir.

## Cité par
Jean Vauquelin de La Fresnaye, « Épitaphe de Ch. Toutain » (Les diverses poésies de Jean Vauquelin, sieur de La Fresnaie, t. 2, publiées et annotées par Julien Travers, impr. de F. Le Blanc-Hardel (Caen), 1869-1870, p. 668) :
Par ses beaux vers Toûtain fçauant

Plaisoit aux Mufes en viuant :

Par ses bons mots qu'il fçauoit dire,

Ceux de Falaife il faisoit rire:

Pour ses beaux vers le saint troupeau

Donne des fleurs à fon tombeau.

Mais ceux de Falaise marris,

Pour ses bons mots & ioyeux ris

Luy donnent des larmes cuisantes,

Et s'elles ne font suffisantes,

Ils requerent Ante & Creffi

De luy donner les leurs aussi.
Gustave Le Vavasseur, Poésies fugitives :
De vieux amis d’ailleurs il n’a point pénurie :

Le fidèle Toutain, sieur de la Mazurie,

Gentilhomme de nom, poète de renom,

Redit les vers géants de son Agamemnon ;

À la rime française il tâche de soumettre

Tantôt le vers phaleuce et tantôt l’hexamètre ;

Puis ils s’en vont tous deux, Toutain et Vauquelin,

Près de l’Orne, évoquant le souvenir du Clain,

Donner, houlette en main, à toute la contrée,

Au bois de Philérème, un avant-goût d’Astrée.

Anne de Bourgueville, en femme qu’elle était,

Grondait, baissait parfois les yeux, mais écoutait.